# Maison située 48 rue Petra Drapšina à Novi Sad
La maison située 48 rue Petra Drapšina à Novi Sad (en serbe cyrillique : Кућа  у Ул. Петра Драпшина бр. 48, Нови Сад ; en serbe latin : Kuća  u Ul. Petra Drapšina br. 48, Novi Sad) est située à Novi Sad, la capitale de la province autonome de Voïvodine, en Serbie. En raison de sa valeur patrimoniale, elle est inscrite sur la liste des monuments culturels protégés de la République de Serbie (identifiant n° SK 1699).